# Side Effects
Side Effects är ett svenskt rockband som bildades 2009 av Billy Cervin, Elias Jungqvist, Hugo Mårtensson och Joacim Nilsson.

## Karriär
Bandet blev tidigt signade av Sony Music och släppte 2013 sitt debutalbum ”A Walk In The Space Between Us”, som nominerades till en Grammis för Årets Rock. År 2014 blev bandet en del av Ebbot Lundbergs projekt the Indigo Children med bl. a Daniel ”Hurricane” Gilbert. Under hösten 2017 sändes TV-programmet Ebbots Ark där Side Effects stod för de musikaliska inslagen och gjorde nya versioner av inbjudna artisters favoritlåtar. Några av artisterna var Veronica Maggio, Hurula, Joy M'Batha, Loney dear och Ane Brun.
I januari 2019 släppte bandet sin andra skiva ”Some Other Day” som följdes av en omfattande Europaturné. Bandets låt ”I’m Falling” var med i pilotavsnittet av tv serien ”Pretty Little Liars - The Perfectionists” i mars 2019.